# Phora tripliciseta
Phora tripliciseta is een vliegensoort uit de familie van de bochelvliegen (Phoridae). De wetenschappelijke naam van de soort is voor het eerst geldig gepubliceerd in 1954 door Schmitz en Wirth.